# Macarena Santelices
Pour les articles homonymes, voir Santelices.
Santelices  Cañas est un nom espagnol. Le premier nom de famille, en général paternel, est Santelices ; le second, en général maternel, souvent omis, est Cañas.
Macarena Eugenia Santelices Cañas (Viña del Mar, Région de Valparaíso, 15 août 1977) est une journaliste, présentatrice de télévision et femme politique chilienne, militante de l'Union démocrate indépendante (UDI). Entre le 6 mai et le 9 juin 2020, elle est ministre de la Femme et de l'Égalité des Genres au sein du deuxième gouvernement de Sebastián Piñera. Elle a auparavant été maire d'Olmué (2012-2019) et conseillère municipale de la même commune (2008-2012).

## Famille et études
Fille de Luis Santelices Barrera — qui a été maire de Los Andes entre 1986 et 1989, désigné par la dictature militaire — et Ana Eugenia Cañas Pinochet. Elle est la petite-nièce d'Augusto Pinochet.
Elle étudie en Licence des sciences de la communication à l'Université Viña del Mar, et obtient son diplôme de journaliste. Par la suite, elle obtient un master en communication de l'Université d'Alcalá.

## Carrière professionnelle
En 2000, alors qu'elle est en quatrième année de journalisme, elle fait ses débuts en tant que présentatrice du programme Interconsulta de la chaîne de Viña del Mar QBC, qui diffuse ses programmes à travers la plateforme payante de VTR. En 2001, elle effectue son stage de fin d'études chez Mega, où elle participe à la couverture des élections parlementaires de cette année.
Une fois diplômée, elle commence à présenter les informations de Página Uno sur UCV Télévision, pendant les mois de janvier et février 2002, en remplacement de la journaliste Andrea Canala-Echevarría. Quelques mois plus tard, elle arrive à La Red en tant que présentatrice des informations de Telediario.
En 2003, elle retourne à Mega comme journaliste pour des programmes comme Hola Andrea, Morandé con compañía, Mekano, Siempre contigo ou Mucho gusto. Lors de la tournée du Teletón 2003 elle devient «Reine de la tournée». Elle travaille chez Mega jusqu'en 2005, puis commence à travailler pour Canal 13 en tant que chroniqueuse stable du programme Tarde libre, dans lequel elle tient un programme de santé intitulé «De la tête aux pieds» et qui se termine en décembre 2005.
Après une pause de ses apparitions télévisées entamé en 2006 due à son poste de conseillère municipale d'Olmué, en 2010 elle commence à présenter le programme d'informations diurne d'UCV Televisión noticias. Elle y reste jusqu'en 2012, puis présente l'édition du soir. Plus tard, cette même année, elle quitte la télévision pour se consacrer à sa candidature à la mairie de Olmué.

## Carrière politique
En 2008, elle se présente comme conseillère municipale à Olmué, et est élue avec 8,69% des voix.
Aux élections municipales de 2012, elle est élue maire d'Olmué, puis est réélue aux élections de 2016. En mars 2019, elle est élue vice-présidente de l'Association Chilienne des Municipalités. Le 13 octobre 2019, elle démissionne de ses fonctions de maire pour se présenter aux élections de gouverneur régional 2020.

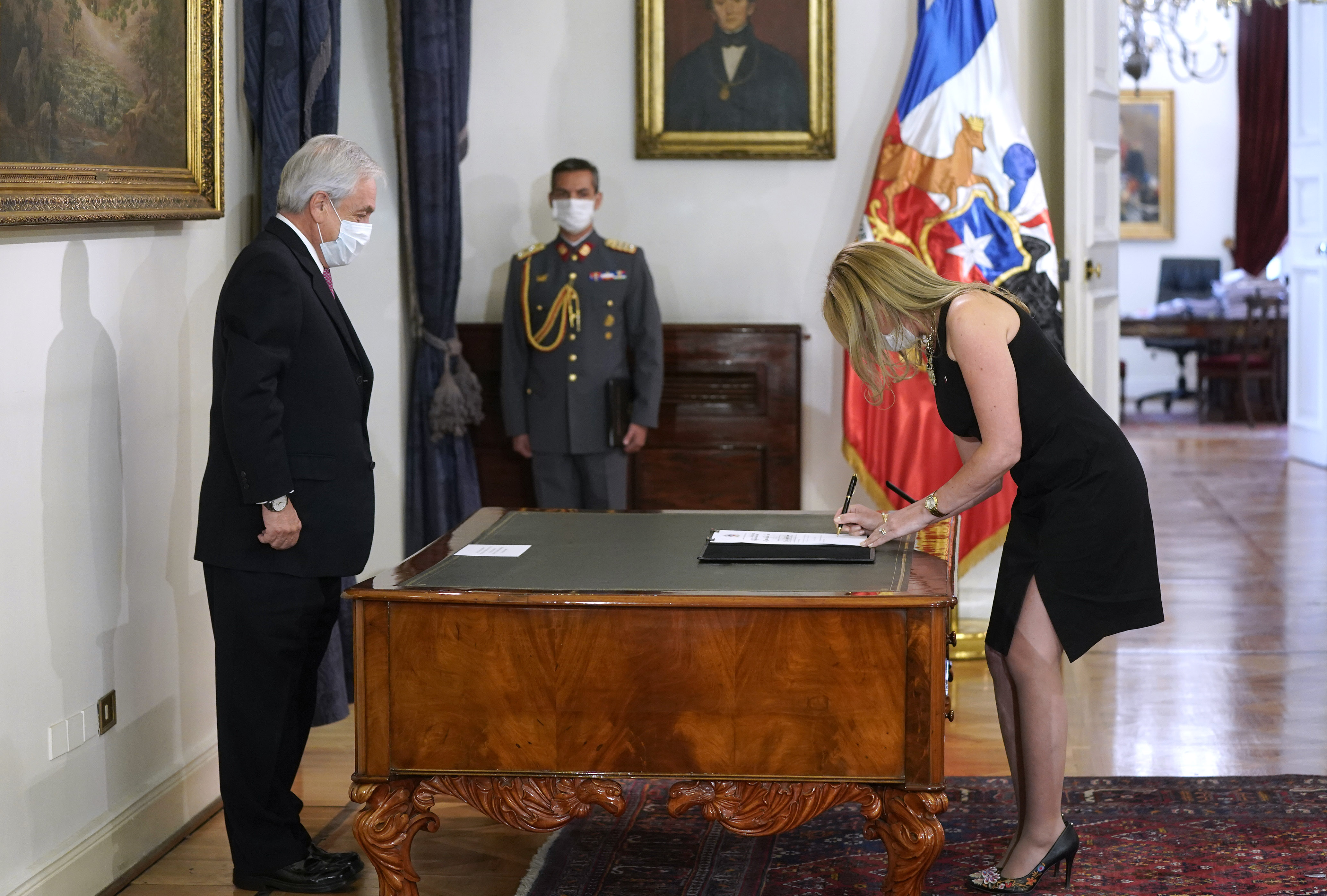
Santelices prête serment comme ministre.

Le 5 mai 2020, le président Sebastián Piñera la nomme ministre de la Femme et de l'Égalité des Genres, poste qui était vacant depuis le 13 mars 2020, à la suite de la démission d'Isabel Plá. Elle prend ses fonctions de ministre le lendemain,,. Sa nomination crée une polémique au sein de l'opposition et de la société civile, en raison de ses liens avec Augusto Pinochet, de déclarations dans le passé en faveur de la dictature militaire, et de déclarations à l'encontre des migrants. Par ailleurs, elle est accusée d'avoir couvert un cas de harcèlement sexuel lorsqu'elle était maire d'Olmué.
Comme ministre, elle est au cœur d'une polémique à la suite d'une campagne de prévention qui minimise les violences contre les femmes et donne le beau rôle à l'agresseur. Par la suite, elle nomme au poste de chef de la Division d'Études du Ministère de la femme et de l'égalité des genres Jorge Ruz, ex-directeur du quotidien La Cuarta et organisateur du concours de la Reine du Festival de Viña, activité jugée sexiste,. Le 9 juin 2020, après seulement 34 jours comme ministre, elle présente sa démission à la suite des diverses critiques, résumées par la phrase « nous n'avons pas de ministre », diffusée dans les médias et sur les réseaux sociaux.
En août 2021, elle devient porte-parole de la campagne du candidat à la présidentielle José Antonio Kast.

## Programmes de télévision
| An        | Programme               | Rôle                           | Chaîne     |
| --------- | ----------------------- | ------------------------------ | ---------- |
| 2000-2001 | Interconsulta           | Présentatrice                  | QBC        |
| 2002      | Página Uno              | Présentatrice des informations | UCV TV     |
| 2002-2003 | Telediario              | Présentatrice des informations | La Red     |
| 2003-2005 | Programmes divers       | Journaliste                    | Megavisión |
| 2005      | Tarde Libre             | Chroniqueuse                   | Canal 13   |
| 2010-2012 | UCV Televisión noticias | Présentatrice des informations | UCV TV     |

## Historique électoral

### Élections municipales de 2008
- Élections municipales de 2008, pour le conseil municipal d'Olmué[5]

((Seuls sont inclus les candidats ayant obtenu plus de 3,8% des suffrages, sur un total de 35 candidats)
| Candidat                  | Pacte                           | Parti | Votes | %    | Résultat               |
| ------------------------- | ------------------------------- | ----- | ----- | ---- | ---------------------- |
| Macarena Santelices Cañas | Coalición por el Cambio         | ILE   | 639   | 8,79 | Conseillère municipale |
| Sonia Muñoz Urrutia       | Concertation pour la Démocratie | PDC   | 484   | 6,39 | Conseillère municipale |
| Álvaro Zamora Pérez       | Concertation pour la Démocratie | PS    | 407   | 5,53 | Conseiller municipal   |
| Yolanda Pablo Araya       | Chile Limpio. Vote Feliz        | PRI   | 323   | 4,39 | Conseillère municipale |
| Leonel Gómez Mandats      | Concertation pour la Démocratie | PRSD  | 306   | 4,16 | Conseiller municipal   |
| Ricardo Ghiorzi Gutiérrez | Coalición por el Cambio         | RN    | 280   | 3,81 | Conseiller municipal   |

### Élections municipales de 2012
- Élections municipales de 2012, pour la mairie d'Olmué[19]

(Seuls sont inclus les candidats à la mairie d'Olmué)
| Candidat                  | Pacte                           | Parti | Votes | %      | Résultat |
| ------------------------- | ------------------------------- | ----- | ----- | ------ | -------- |
| Macarena Santelices Cañas | Coalición por el Cambio         | ILH   | 3.901 | 52,43% | Mairesse |
| Tomás Aranda Miranda      | Concertation pour la Démocratie | PDC   | 3.310 | 44,48% |          |
| Ramón Frez Arancibia      | Régionaux et Indépendants       | ILB   | 229   | 3,07%  |          |

### Élections municipales de 2016
- Élections municipales de 2016, pour la mairie d'Olmué[20]

(Seuls sont inclus les candidats à la mairie d'Olmué)
| Candidat                      | Pacte             | Parti | Votes | %      | Résultat |
| ----------------------------- | ----------------- | ----- | ----- | ------ | -------- |
| Macarena Santelices Cañas     | Chile Vamos       | UDI   | 3.710 | 47,93% | Mairesse |
| Tomás Aranda Miranda          | Nouvelle Majorité | PDC   | 1.853 | 23,94% |          |
| Luis Alberto Córdova González | Indépendant       | IND   | 2.178 | 28,14% |          |